# Olga Bandelj
Olga Bandelj, slovenska učiteljica in pedagoginja, * 29. april 1948, Podlonk, † 5. junij 2015.

## Življenje in delo
Olga Bandelj je doma v Puštalu pri Škofji Loki. Nekaj časa je bila ravnateljica vrtca v Škofji Loki. V letih od 1978 do 1982 je bila sekretarka občinskega sveta Zveze sindikatov Slovenije, dva mandata od 1982 do 1990 pa je bila članica republiškega odbora sindikata delavcev vzgoje, izobraževanja in znanosti ter članica sveta za življenjske delovne razmere delavcev pri republiškem sekretariatu ZSS. Po sindikalni funkciji je bila tudi članica konference za družbeno aktivnost žensk pri RK SZDL.
Sodelovala je tudi pri poklicnem usmerjanju mladine. Delovala je pri Skupnosti za zaposlovanje v Kranju. Skupaj s soavtorji je pripravila publikacijo Pred izbiro poklica (1977) (COBISS). Od leta 1971 je dejavna pri Rdečem križu v Škofji Loki in v skupini za samopomoč starejših. Bila je voditeljica skupine za samopomoč Vrtnice.
Leta 2000 je za svoje dolgoletno požrtvovalno delo prejela bronasti grb občine Škofja Loka.